# 屈蒂格科芬

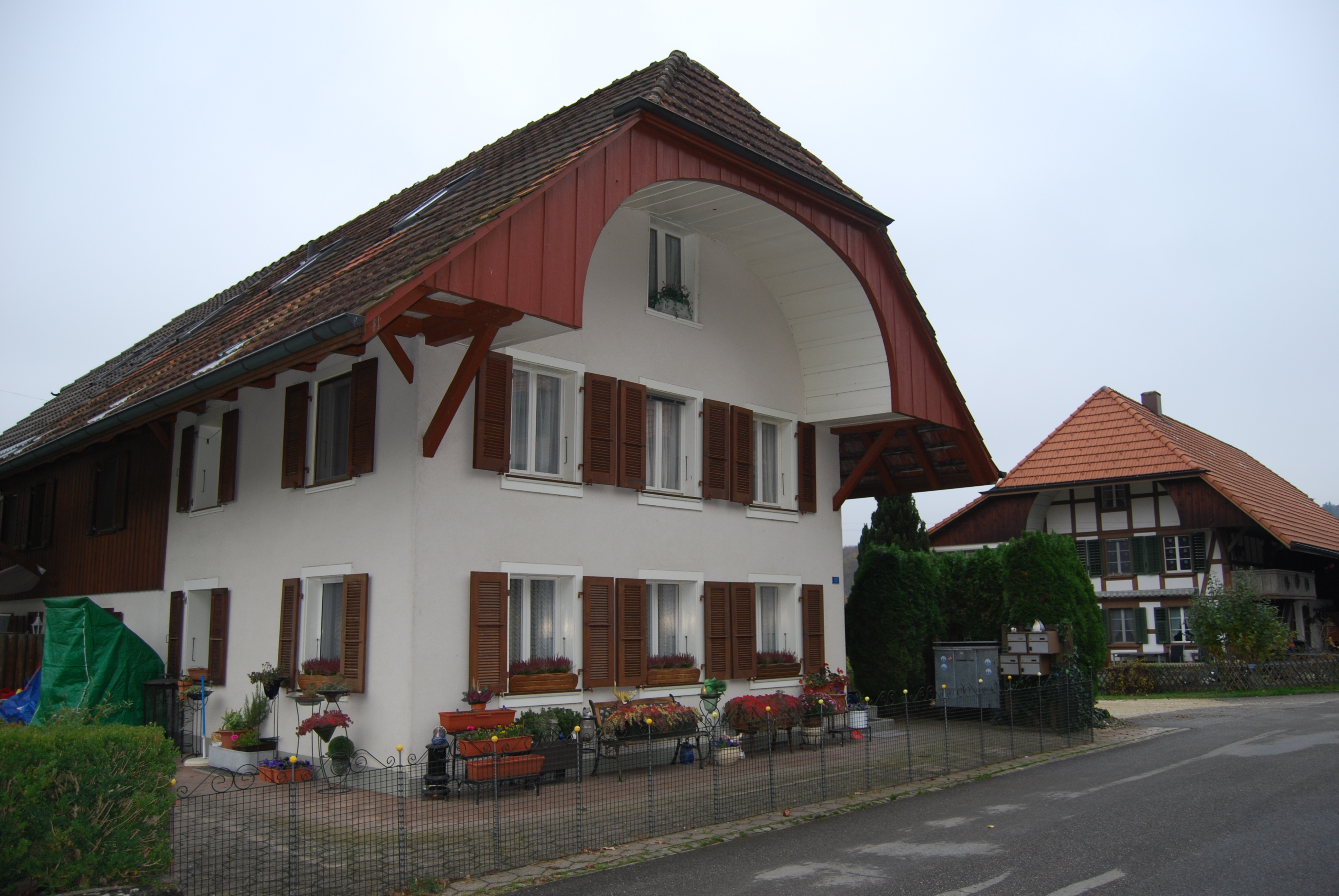

屈蒂格科芬是瑞士的城鎮，位於該國北部，由索洛圖恩州負責管轄，面積2.13平方公里，海拔高度481米，2012年人口261，七成人口信奉基督教，人口密度每平方公里123人。